# アレックス・モーガン
アレクサンドラ・パトリシア・"アレックス"・モーガン・カラスコ（Alexandra Patricia "Alex" Morgan Carrasco、1989年7月2日 - ）は、アメリカ合衆国カリフォルニア州サンディマス出身の女子サッカー選手。NWSL・サンディエゴ・ウェーブ所属。元アメリカ代表。ポジションはフォワード。

## キャリア
2007年にカリフォルニア大学バークレー校に入学してすぐ、学内の女子チーム、ゴールデン・ベアーズで8ゴールを決めて一躍、脚光を浴びた。2年生になると、アメリカ代表に選出されたため全シーズン参加出来なかったもののゴールデン・ベアーズで計9ゴールを記録。チリで開催された2008年FIFA U-20女子ワールドカップと全米大学トーナメントが重なり、モーガンを欠いたゴールデン・ベアーズは初戦敗退している。2009年ゴールデン・ベアーズで14ゴール、8アシストとさらに記録を伸ばし大学時代の記録は歴代3位の計45ゴールとなった。
フル代表デビューは2010年3月、途中出場のメキシコ戦だった。代表初ゴールは2010年10月、中国戦でこれも途中出場だった。2011年にアメリカ女子プロサッカーのウエスタン・ニューヨーク・フラッシュに移籍。
2011年FIFA女子ワールドカップで準優勝を果たした際、モーガンはアメリカ代表の最年少選手として注目を集めたが、準決勝のフランス戦で82分、ワールドカップでの初ゴールを決めアメリカの決勝進出に貢献した。
決勝の日本戦では69分にゴールを決めて、さらに延長戦にもつれこんだ104分にヘディングでゴールを決めたアビー・ワンバックに絶妙なアシストをし、121分には単独で抜け出してあわや決勝ゴールというシーンを作り出すも、日本のDF岩清水梓のレッドカード覚悟の捨て身のプレー（反則となったが、その場所はペナルティエリアの直前であった）により止められ、同点で終了したのちにPK戦で敗れている。
私生活では2014年12月31日に、プロサッカー選手のセルヴァンド・カラスコと結婚した。
2024年9月5日、9月8日の試合を最後に引退することを発表した。

## タイトル

### アメリカ代表
- FIFA女子ワールドカップ (2):
  - 優勝: 2015,2019
- オリンピック (1):
  - 優勝: 2012
- アルガルヴェ・カップ (3):
  - 優勝: 2011,2013,2015
- 4ヶ国トーナメント (1):
  - 優勝: 2011
- FIFA U-20女子ワールドカップ (1):
  - 優勝: 2008

### 個人
- FIFA U-20女子ワールドカップ:
  - シルバーボール:  2008
- 全米大学体育協会:
  - ベストイレブン: 2010
- パシフィック・テン・カンファレンス:
  - ベストイレブン: 2008, 2009, 2010